# 加藤瑠倭
加藤 瑠倭（かとう るい、1995年7月13日 - ）は、日本の女子バスケットボール選手である。ポジションはF。コートネームはユウ。172cm。

## 人物
愛知県出身。
聖カタリナ学園高等学校2年次にインターハイ・ウィンターカップともに準優勝、ウィンターカップではベスト5に選ばれた。
2014年、デンソーアイリスに入団。
同年、負傷した池谷悠希に代わり、アジア大会の日本代表に選出され、銅メダル獲得。
2018年、アイシン ウィングスに移籍。
2022年退団。

## 経歴
- 聖カタリナ女子高校 - デンソー（2014年〜2018年） - アイシンAW（2018年～2022年）

## 日本代表歴
- 2014アジア競技大会